# Challenger de Orlando 2022
El torneo Orlando Open 2022 fue un torneo de tenis perteneció al ATP Challenger Tour 2022 en la categoría Challenger 80. Se trató de la 5ª edición; el torneo tuvo lugar en la ciudad de Orlando (Estados Unidos), desde el 6 de junio hasta el 12 de junio de 2022 sobre pista dura al aire libre.

## Jugadores participantes del cuadro de individuales
| Favorito | País                      | Jugador             | Rank1 | Posición en el torneo |
| -------- | ------------------------- | ------------------- | ----- | --------------------- |
| 1        | Bandera de Estados Unidos | Jeffrey John Wolf   | 125   | Semifinales           |
| 2        | Bandera de Ecuador        | Emilio Gómez        | 151   | Semifinales           |
| 3        | Bandera de Estados Unidos | Christopher Eubanks | 156   | Cuartos de final      |
| 4        | Bandera de Australia      | Jason Kubler        | 159   | FINAL, retiro         |
| 5        | Bandera de Estados Unidos | Michael Mmoh        | 175   | Primera ronda         |
| 6        | Bandera de Turquía        | Altuğ Çelikbilek    | 179   | Primera ronda         |
| 7        | Bandera de Estados Unidos | Bjorn Fratangelo    | 185   | Primera ronda         |
| 8        | Bandera de Australia      | Rinky Hijikata      | 233   | Segunda ronda         |

- 1 Se ha tomado en cuenta el ranking del 23 de mayo de 2022.

### Otros participantes
Los siguientes jugadores recibieron una invitación (wild card), por lo tanto ingresan directamente al cuadro principal (WC):
- Brandon Holt
- Aleksandar Kovacevic
- Ben Shelton

Los siguientes jugadores ingresan al cuadro principal tras disputar el cuadro clasificatorio (Q):
- Adrian Andreev
- Martin Damm
- Gilbert Klier Júnior
- Matija Pecotić
- Michail Pervolarakis
- Keegan Smith

## Campeones

### Individual Masculino
- Yibing Wu derrotó en la final a  Jason Kubler, 6–7(5), 6–4, 3–1 ret.

### Dobles Masculino
- Yun-seong Chung /  Michail Pervolarakis derrotaron en la final a  Malek Jaziri /  Kaichi Uchida, 6–7(5), 7–6(3), [16–14]